# Rue de la Chambre-des-Comptes
La rue de la Chambre-des-Comptes est une rue de Lille, dans le Nord, en France.

## Situation et accès
Située dans le quartier de Lille-Centre, la rue de la Chambre-des-Comptes se situe au départ de la rue des Poissonceaux et se termine rue Thiers, face à l'ancien siège social de la Société des Mines de Lens.

## Historique

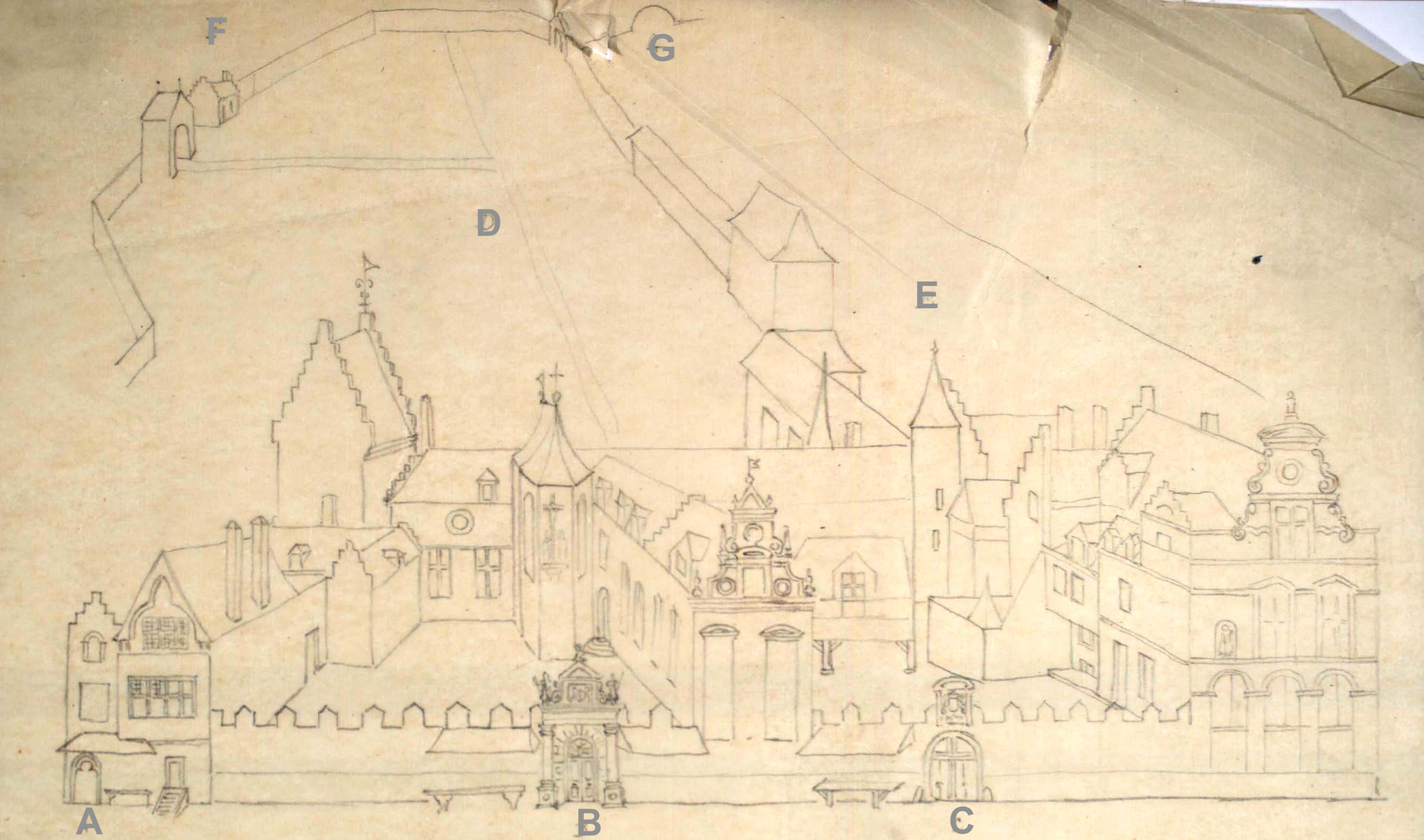
L'hôtel de la poterne en 1779.

La rue tient son nom de l'ancienne Chambre des comptes de Lille installée depuis 1413 dans l'hôtel de la Poterne qui occupait un terrain compris entre la rue Esquermoise, le canal de la Baignerie (actuelle rue Thiers), la place de l'Arbalète (Maurice Schumann) et la rue des Poissonceaux. Devenu inutile après la révolution française, le bâtiment très délabré est vendu puis démoli en 1801.
La rue est ouverte en 1879 sur la couverture du canal des Poissonceaux .

## Bâtiments remarquables et lieux de mémoire
- L'ancien siège social de la "Société des Mines de Lens" est inscrit monument historique par arrêté du 25 mars 2014 [2].
- Le complexe du Nouveau Siècle de Lille a remplacé le projet du « Diplodocus ». C'est une propriété du Conseil régional des Hauts-de-France.